# Belomitra christina
Belomitra christina is een slakkensoort uit de familie van de Belomitridae. De wetenschappelijke naam van de soort is voor het eerst geldig gepubliceerd in 1927 door Dall.